# Drahimek

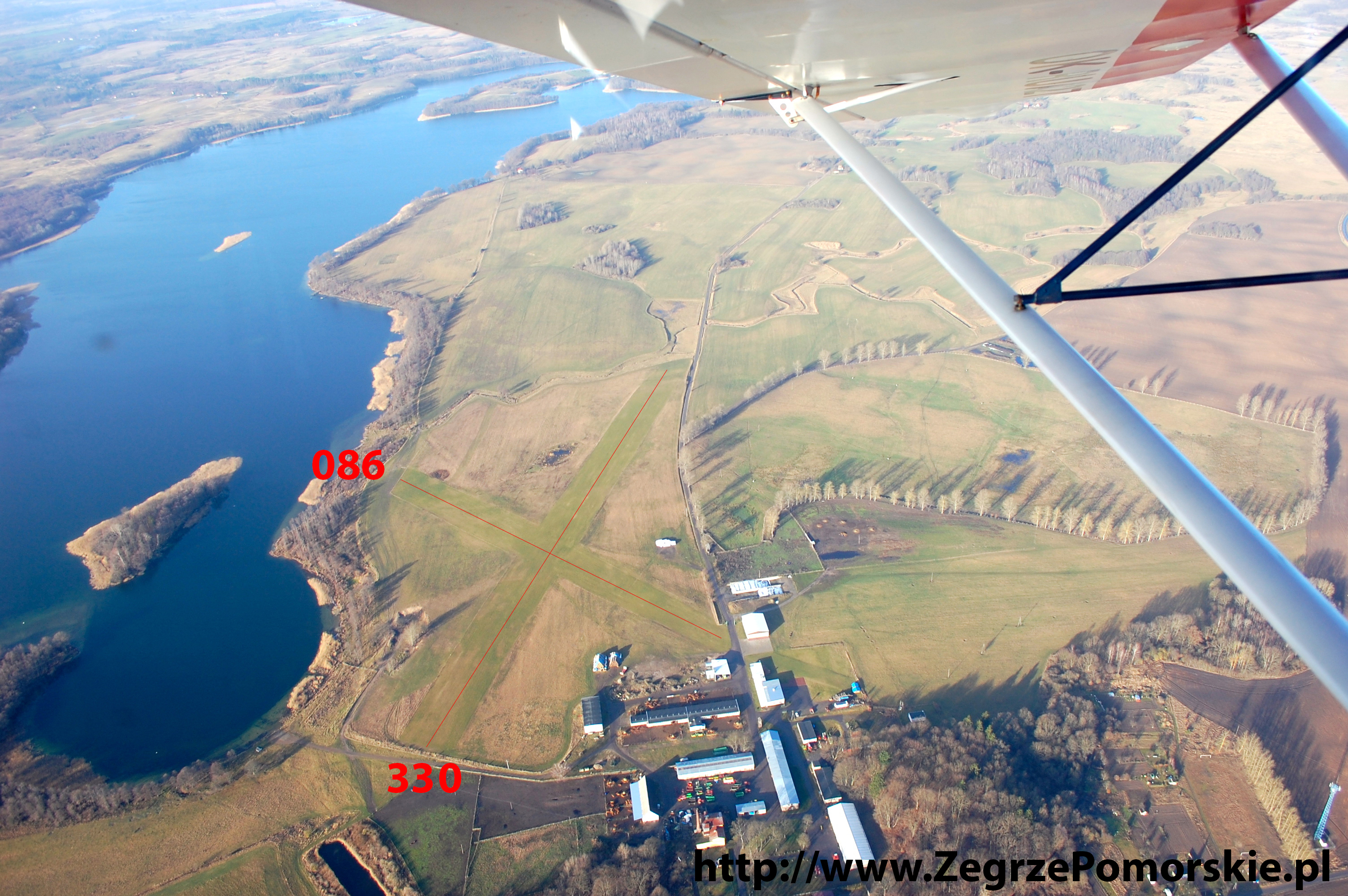
Lądowisko Drahimek

Drahimek (niem. Draheim) – osada sołecka w Polsce położona w województwie zachodniopomorskim, w powiecie drawskim, w gminie Czaplinek. W latach 1975–1998 miejscowość administracyjnie należała do województwa koszalińskiego. W 2007 roku osada liczyła 121 mieszkańców.

## Geografia
Osada leży ok. 8 km na północ od Czaplinka, ok. 500 m na zachód od drogi wojewódzkiej nr 163, ok. 500 m na wschód od jeziora Drawsko.

## Historia
Osada folwarczna o luźnej zabudowie, pierwotnie stanowiąca rycerski folwark z siedzibą królewskiego urzędu i głównego dzierżawcy starostwa w Starym Drawsku. 
W końcu XVIII wieku posiadał 1 696 mórg 57 prętów średnich gruntów, według ksiąg gruntowych z 1668 roku, z prawem wypasu owiec, na wszystkie pola Starostwa Drahimskiego. W 1892 roku majątek zajmował 874 ha. W XIX wieku należał do rodu von Smiterlow, a na początku XX wieku do Christy Scheck z domu Smiterlow.